# Beau Printemps qu'as-tu apporté ?
Beau Printemps qu'as-tu apporté ? (en biélorusse : Вэсна красна што ж ты нам прынесла ? — Viesna krasna, chto ty nam pryniesla) est un chant populaire de Biélorussie.

## Présentation
Ce chant traditionnel demande : « Beau printemps, qu'as-tu apporté ? », ce à quoi le printemps répond : « Des couronnes de fleurs pour les femmes, des chapeaux pour les garçons, des cannes pour les vieux et des œufs pour les enfants. »
Ce chant traditionnel inspire à l'été 2020 des participantes aux manifestations contre la réélection contestée le 9 août 2020 du président biélorusse Alexandre Loukachenko, qui brandissent des fleurs en référence à ses paroles.

## Enregistrement
- (fr + en) et biélorusse Biélorussie : musiques traditionnelles (Belarus : traditional music - 1960-1980)[2] - 2014 - Ocora Radio France